# Nationaal Park Muránska Planina
Nationaal Park Muránska Planina (Slowaaks: Národný park Muránska planina) is gelegen in de regio Banská Bystrica in het midden van Slowakije en ligt geografisch gezien in het westen van het Slowaaks Ertsgebergte. De oprichting tot nationaal park vond plaats op 1 oktober 1997 per besluit (№ 259/1997) van de regering van Slowakije. Was echter al sinds 1976 een beschermd landschap. Nationaal Park Muránska Planina heeft een oppervlakte van 203,18 km². Ook werd er een bufferzone van 216,98 km² ingesteld.

## Kenmerken
Nationaal Park Muránska Planina ligt in het westen van het Slowaaks Ertsgebergte, dat zelf onderdeel is van de Binnenste Westelijke Karpaten. De hoogste piek in het nationaal park is de Fabova hoľa met een hoogte van 1.439 meter. In de bufferzone ligt echter de hogere Stolica, met een hoogte van 1.476 meter boven zeeniveau. De bergen bestaan uit karst, wat een verscheidenheid aan landschapsvormen met zich meebrengt, zoals karren, kloven, dolines en meer dan 250 vastgestelde grotten.

## Flora en fauna
Het nationaal park bestaat voor circa 86% uit bossen en door de verscheidenheid aan landschapsvormen is er een grote variëteit aan planten en dieren. In Nationaal Park Muránska Planina zijn ongeveer 1.150 vaatplanten geïdentificeerd. Hiertussen zitten 97 beschermde en enkele endemische soorten, zoals Daphne arbuscula, een soort uit de peperboompjesfamilie. Grote gewervelde diersoorten in Nationaal Park Muránska Planina zijn de bruine beer (Ursus arctos), wolf (Canis lupus), Euraziatische lynx (Lynx lynx), otter (Lutra lutra), auerhoen (Tetrao urogallus) en steenarend (Aquila chrysaetos). Andere opmerkelijke soorten zijn de wespendief (Pernis apivorus), schreeuwarend (Clanga pomarina), tatrawoelmuis (Microtus tatricus) en Europese wilde kat (Felis silvestris silvestris). Op bossteppeachtige terreinen leven ook de grijze gors (Emberiza cia) en de sakervalk (Falco cherrug).
Grote Fatra · 
Kleine Fatra · 
Lage Tatra · 
Muránska Planina · 
Pieniny · 
Poloniny · 
Slowaakse Karst · 
Slowaaks Paradijs · 
Tatra